# 김자인
김자인(金慈仁, 1988년 9월 11일~)은 대한민국의 암벽등반 선수이다.

## 생애
1988년 서울특별시에서 김학은 전 고양시산악연맹 부회장과 이승형 전국여성산악회 부회장의 2남 1녀 중 막내로 태어났다. 김자인이라는 이름은 등산에서 쓰이는 로프인 자일(Seil)의 '자', 북한산 인수봉의 '인'을 따서 지은 이름이다.
부모의 권유로 6학년 때부터 본격적으로 암벽등반을 시작하였고 중학교 때부터 여러 차례 전국 대회를 석권하였다. 2009년 월드컵 1위를 차지하였으며 모두 20여 회의 국제 대회에서 우승하였다. 2014년 아시아에서 처음으로 IFSC 선수위원으로 선출되었다.

## 수상
- 2012년 국제스포츠클라이밍 세계선수권대회 종합 우승
- 2012년 국제스포츠클라이밍 세계선수권대회 리드 준우승

## 대외
- 2015년: 국민안전처 홍보대사
- 2014년: 기후변화센터 아시아녹화기구 홍보대사
- 2014년: 윙스 포 라이프 월드 런 홍보대사
- 2010년: 춘천월드레저경기대회 홍보위원

## 가족
어머니 아버지 모두 산악인이며 오빠인 김자하(1984년생), 김자비(1987년생) 모두 국내 정상급 암벽등반 선수이다. 2015년 12월 12일 소방공무원이자 수필가인 오영환과 결혼하였다.

## 같이 보기
- 서채현
- 스포츠클라이밍